# CASED

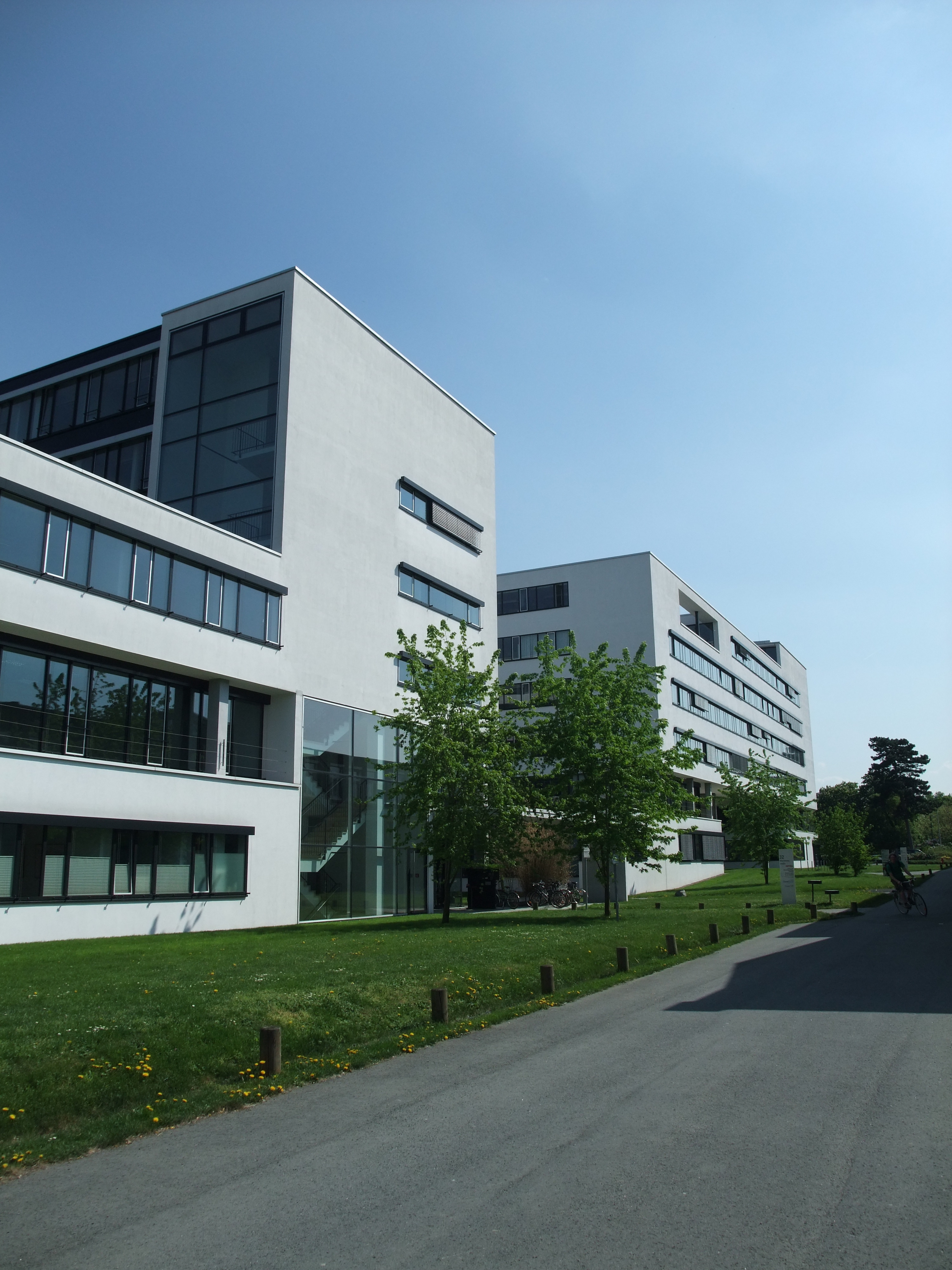
Das Center for Advanced Security Research Darmstadt

Das Center for Advanced Security Research Darmstadt (CASED) wurde im Juli 2008 als LOEWE-Zentrum für IT-Sicherheits-Forschung und -Entwicklung mit interdisziplinärem und institutsübergreifendem Konzept von seinen drei Trägern, der TU Darmstadt, dem Fraunhofer-Institut für Sichere Informationstechnologie und der Hochschule Darmstadt, gegründet. Dabei fungierte CASED als Zentrale der drei Einrichtungen, die ihre Zusammenarbeit fördert und koordiniert.
In den geförderten Projekten arbeiteten Informatiker, Ingenieure, Physiker, Juristen und Wirtschaftswissenschaftler der drei Allianzpartner in der Grundlagenforschung und der anwendungsorientierten Forschung.
Ziel von CASED war die Erforschung und Entwicklung neuer Sicherheitslösungen für die wichtigsten Wachstumsbereiche der Informationstechnologie, wie z. B. eingebettete Systeme oder serviceorientierte Architekturen. Damit sollten zum einen Wirtschaftsspionage, Manipulationen und Produktfälschung verhindert werden, die auch in Deutschland für erheblichen wirtschaftlichen Schaden verantwortlich sind. Zum anderen sollte erreicht werden, dass neue Technik und Internetdienste von Anbietern und Nutzern sicher und zuverlässig eingesetzt werden können.
CASED ging mit dem European Center for Security and Privacy by Design (EC SPRIDE) in das Center for Research in Security and Privacy auf.

## Arbeitsbereiche
- Sichere Daten: Erforschung der Grundlagen und Entwicklung von Verfahren für die Sicherheit digitaler Daten in einer heterogenen, dynamischen und dezentralen Welt allgegenwärtiger Computer.

- Sichere Dinge: Erforschung der Grundlagen und Entwicklung von Verfahren zum Schutz von eingebetteten Systemen, die meist nur über sehr geringe Ressourcen und über unterschiedliche Möglichkeiten zur Kommunikation verfügen.

- Sichere Dienste: Erforschung der Grundlagen und Entwicklung von Verfahren für die Sicherheit und Zuverlässigkeit von on-demand komponierten Diensten über deren gesamte Lebenszeit.

- Smart Civil Security: Erforschung der Grundlagen und Entwicklung von Verfahren für die Sicherheit und Zuverlässigkeit von neuen Mensch-Computer-Interaktionen sowie von neuen Software- und Kommunikationskonzepten.

- Die Graduiertenschule bietet ein strukturiertes Promotionsprogramm für CASED-Stipendiaten.

## Forschungsthemen
- Analyse und Abwehr von Seitenkanalangriffen
- Biometrie, Personenerkennung und Tracking Security Awareness
- Compliance Erkennung von Schadsoftware Sicherheitstests, Sicherheitsmetriken Sicherheit in Service-orientierten Architekturen und Clouds
- Datenschutz und Urheberrecht
- Digitale Wasserzeichen, Digital Rights Management und Enterprise Rights Management
- Elektronische Wahlen, eHealth, eCommerce, eGovernment
- Erkennung von Malware
- Formale Verifikation
- Identitäts-/Zugangs-Management
- IT-Forensik
- Juristische und wirtschaftliche Aspekte
- Kryptographie einschließlich Quantenkryptographie, Public-Key- und andere Sicherheitsinfrastrukturen
- Langzeit-Archivierung
- Multimedia Sicherheit
- Risikomanagement
- Schutz vor Produktfälschungen
- Selbstheilung und Selbstverteidigung
- Sichere Anwendungen für mobile Geräte
- Sichere Betriebssysteme und Middleware
- Sichere Internetanwendungen
- Benutzbarkeit von Sicherheitsprodukten
- Sicherheit eingebetteter Systeme
- Sicherheit in drahtlosen und Sensor-Netzwerken
- Sicherheit kritischer Infrastrukturen und Katastrophenschutz
- Sicherheit von RFIDs und Chipkarten
- Sicherheits-Policies
- Software-Sicherheit
- Trusted Computing
- Vertrauensmodelle und Reputation

## Beteiligte Wissenschaftler
Gernot Alber, Reiner Anderl, Harald Baier, Eric Bodden, Alejandro Buchmann, Johannes Buchmann, Stanislav Bulygin, Christoph Busch, Peter Buxmann, Marc Fischlin, Iryna Gurevych, Andreas Heinemann, Matthias Hollick, Sorin A. Huss, Stefan Katzenbeisser, Andreas Koch, Heiko Mantel, Mark Manulis, Mira Mezini, Max Mühlhäuser, Alexander Roßnagel, Ahmad-Reza Sadeghi, Werner Schindler, Andy Schürr, Martin Steinebach, Thorsten Strufe, Neeraj Suri, Melanie Volkamer, Michael Waidner, Thomas Walther

## Ausbildung
Seit dem Sommersemester 2010 bietet die TU Darmstadt den Masterstudiengang IT Security an, in dessen Rahmen fast alle Principal Investigators von CASED Vorlesungen und Praktika anbieten. Der Master kann auch in Kombination mit dem grundständigen Masterstudiengang Informatik belegt werden. 
Die Hochschule Darmstadt bietet seit 2009 die Vertiefungsrichtung „IT-Sicherheit“ für ihre Studierenden des Masterstudiengangs Informatik an. Auch hier sind zwei Principal Investigator von CASED maßgeblich beteiligt.
Gemeinsam mit dem Competence Center for Applied Security Technology CAST e. V. und dem International Institute in Life Long Learning (I3L3) der TU Darmstadt bietet CASED Berufstätigen die Möglichkeit, ein Zertifikat in IT-Sicherheit zu erwerben. Das Zertifikat umfasst die erfolgreiche Teilnahme an Veranstaltungen zum Thema IT-Sicherheit des Fachbereichs Informatik der TU Darmstadt und den Besuch von CAST-Workshops. 